# Daniela A. Ben Said
Daniela A. Ben Said (* 20. April 1974 in Osnabrück) ist eine deutsche Sachbuchautorin, die als Coach arbeitet.

## Leben und Wirken
Daniela A. Ben Said wuchs in Osnabrück als Tochter einer Deutschen und eines Tunesiers auf. Sie studierte Psychologie, machte u. a. Ausbildungen zur Heilpraktikerin und Fachtrainerin für Psychotherapie. Seit 1998 ist sie selbstständige Vortragsrednerin und Coach.
Im Jahr 2005 veröffentlichte Daniela A. Ben Said ihr erstes Buch Das Wüstenseminar. Es folgten weitere Buchveröffentlichungen.

## Auszeichnungen
- Coaching Award 2008 – Förderpreis Nachwuchs im Coaching unter 35 Jahre[2]
- Female Speaker of the Year 2014[3]

## Publikationen
- Das Märchenseminar: Persönlichkeitstraining mit Herz oder Geschichten aus dem Leben für das Leben. Geest-Verlag, 14. Überarbeitete Auflage 2013, ISBN 978-3-86685-034-7.
- Das Wüstenseminar: Persönlichkeitstraining für alle Lebensmanager. Geest-Verlag, 2013, ISBN 978-3-86685-388-1.
- DABS-Verkauf: Be different or die! Geest-Verlag, 2012, ISBN 978-3-86685-352-2.
- Die Geheimnisse der Spitzentrainer: Die besten Strategien für Ihre persönlichen Erfolg. Redline Verlag, 2012, ISBN 978-3-86881-337-1.
- Säule 2: Leidenschaft. In: Suzanne Grieger-Langer (Hrsg.): Die 7 Säulen der Macht reloaded 2: 7 Speaker – 7 Schlüssel zum Erfolg. Profiler’s Publishing, 2014, ISBN 978-3-945112-03-8.